# Leonardo Salviati

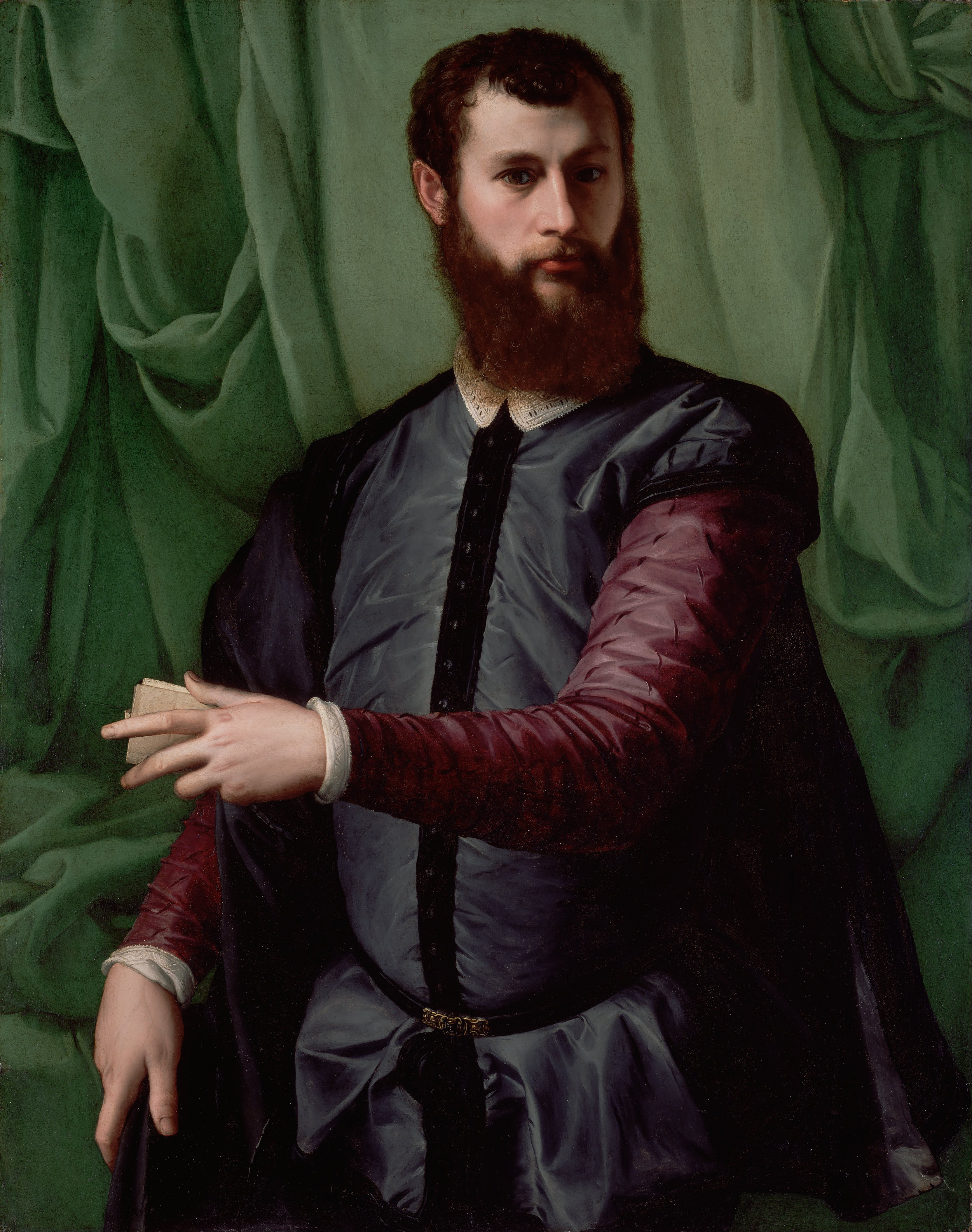
Leonardo Salviati

Leonardo Salviati (* 1540 in Florenz; † 19. September 1589 ebenda) war ein italienischer Humanist, Romanist, Grammatiker und Lexikograf.

## Leben und Werk
Salviati entstammte der florentinischen Adelsfamilie Salviati. Er wurde von Francesco I. de’ Medici mit der „rassettatura“ (zensierenden Bearbeitung) des Decamerone von Giovanni Boccaccio beauftragt und lieferte als Ergebnis mit den Avvertimenti della lingua sopra'l Decamerone einen der einflussreichsten Texte der Questione della lingua. Hingegen blieb seine Grammatik Manuskript und wurde erst 1991 (kritisch) herausgegeben.
Salviati wurde 1583 in die kurz zuvor gegründete Accademia della Crusca gewählt. Die dem Vocabolario degli Accademici della Crusca (1612) zugrundeliegende Orientierung an den literarischen Autoritäten Dante Alighieri, Francesco Petrarca und Giovanni Boccaccio (auf Kosten der zeitgenössischen Sprachrealität) geht wesentlich auf Salviati zurück. Eine konträre Auffassung vertrat später Paolo Beni in seiner Anticrusca.

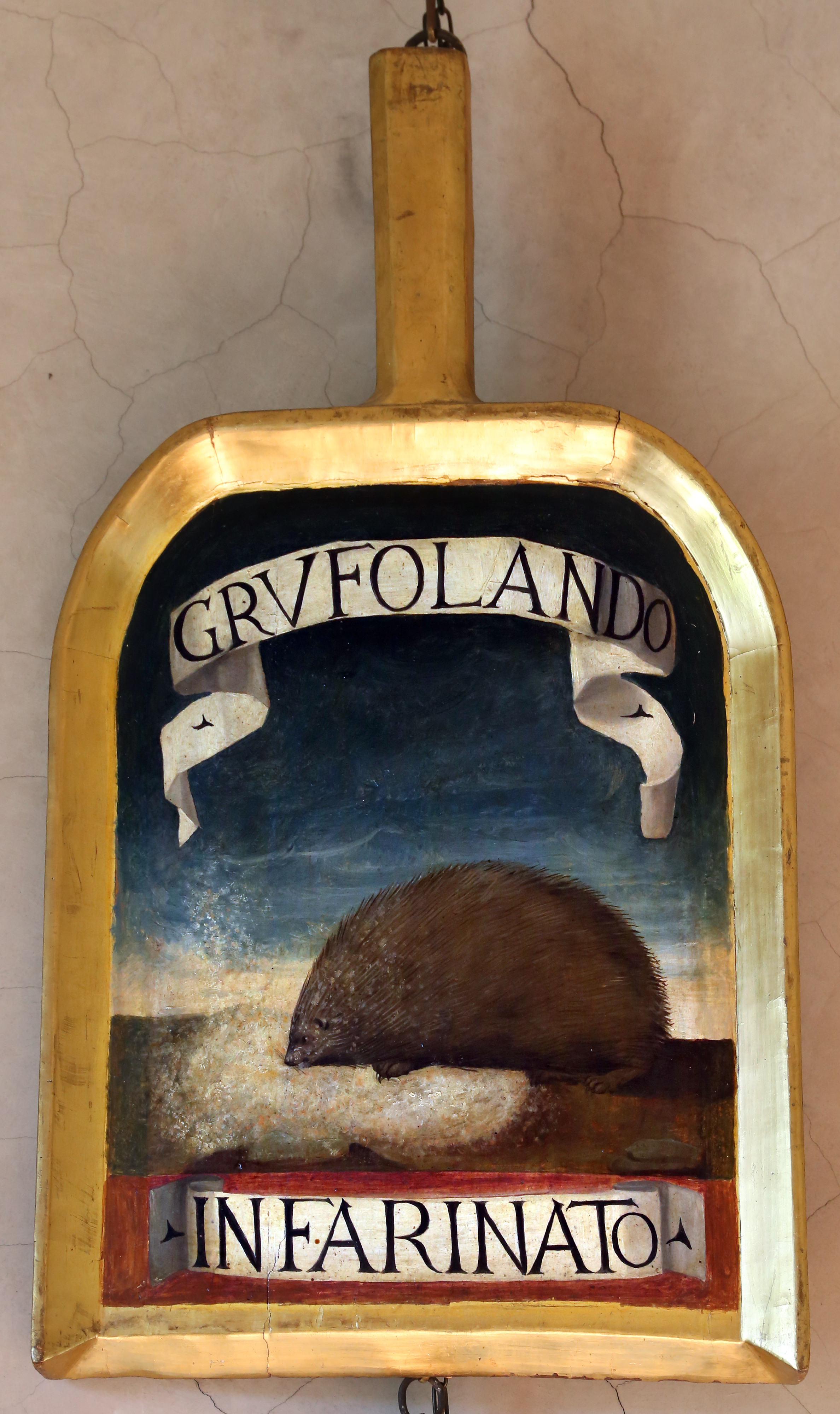
Shovel von Leonardo Salviati (Infarinato) in der Accademia della Crusca

## Schriften
- Avvertimenti della lingua sopra’l Decamerone, 2 Bde., Venedig 1584-Florenz 1586, Venedig 1645, Neapel 1712, Mailand 1810; hrsg. von Marco Gargiulo, Diss. Siena 2006; [Auswahl] in: Discussioni linguistiche del Cinquecento, hrsg. von Mario Pozzi, Turin 1988; Degli avvertimenti della lingua sopra 'L Decamerone, Marco Gargiulo, Francesca Cialdini (Hrsg.), 2 Bände, Firenze : Accademia della Crusca, 2022, ISBN 978-88-89369-56-2
- Opere, 5 Bde., Mailand 1809–1810
- Rime secondo la lezione originale confrontata con due codici, hrsg. von Luigi Manzoni, Bologna 1871, 1968
- Prose inedite, hrsg. von Luigi Manzoni, Bologna 1873, 1968
- Regole della toscana favella, hrsg. von Anna Antonini Renieri, Florenz 1991 (Grammatik), ISBN 978-88-87850-50-5
- Il Granchio – Der Krebs: übersetzt und eingeleitet von Rolf Lohse, Erstausgabe, Bonn : Verlagslabor, 2024, ISBN 978-3-98893-101-6